# Allium serra
Allium serra är en amaryllisväxtart som beskrevs av Mcneal och Francis Marion Ownbey. Allium serra ingår i släktet lökar, och familjen amaryllisväxter. Inga underarter finns listade i Catalogue of Life.